# Várzea dos Cavaleiros
Várzea dos Cavaleiros is een plaats (freguesia) in de Portugese gemeente Sertã en telt 968 inwoners (2001).